# "LUCKY" 20th Century, Coming Century to be continued...
""LUCKY" 20th Century, Coming Century to be continued..."는 V6가 1999년 8월 18일에 발매한 4번째 정규 앨범이다.

## 설명
- 초회한정반과 통상반으로 2가지 타입으로 발매. 초회한정반 특전은 쿠키향이 나도록 특수 제작 CD 케이스, V6 자켓 스티커.
- 초회한정반 케이스가 특수 패키지로 제작된 건 첫 번째 앨범 "SINCE 1995 ~ FOREVER" 이후 3년 만이다.
- 마지막 트랙에 리믹스가 들어가 있는 것도 3년 만이다. "SINCE 1995 ~ FOREVER"에서는 수록곡을 리믹스하였고, 이번 앨범에서는 20th Century, Coming Century로 각각 리믹스. 20th Century 리믹스는 처음 (Coming Century 리믹스는 2번째).

## 수록곡
1. over（Europia Mix）
2. DANCE!! ～Make The Party High～
3. やってやろうぜ!! Baby!
4. EASY SHOW TIME（ORIENTA-RHYTHM MIX）
5. NO DAMAGE
6. Believe Your Smile（VIVA MIX）
7. クロール/20th Century
8. 自由であるために（BUZZ MIX）
9. I’M HAPPY MAN/Coming Century
10. Run and Run
11. Feelin’ Alone
12. Coming Century Non-stop Remix:夏のかけら/Yo!You!!/Happy together！
13. 20th Century Non-stop Remix:FLY TO THE WORLD!/always/OPEN THE GATE